# 경제학원론

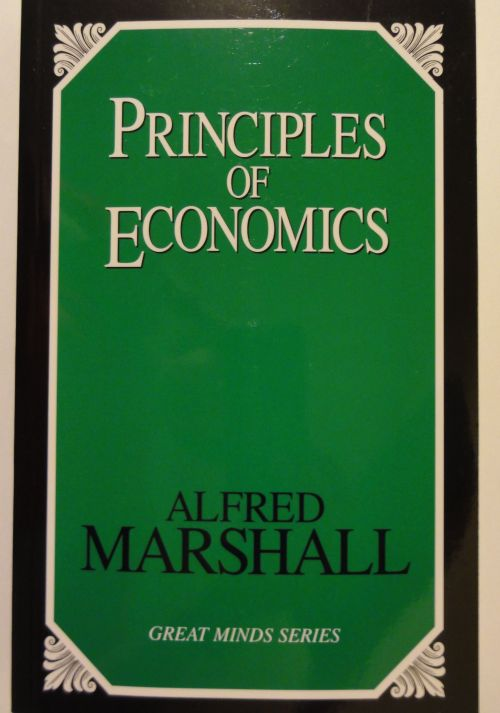

『경제학원론』(Principles of Economics)은 앨프리드 마셜이 써서 1890년 초판 출간한 정치경제학 교과서다. 총 6권 2책으로 구성되어 있다.
수요와 공급 함수를 가격결정의 도구로 사용하는 것이(비록 그 발견 자체는 앙투안 오귀스탱 쿠르노가 먼저 했으나) 이 교과서로서 대중화되었다.

## 같이 보기
- 경제사상사